# Bozkurt, Kastamonu
Bozkurt là một huyện thuộc tỉnh Kastamonu, Thổ Nhĩ Kỳ. Huyện có diện tích 286 km² và dân số thời điểm năm 2007 là 8548 người, mật độ 30 người/km².